# Renan Bressan
Pour les articles homonymes, voir Bressan (homonymie).
Renan Bardini Bressan (né le 3 novembre 1988 à Tubarão au Brésil) est un footballeur international biélorusse  d'origine brésilienne, évoluant au poste de milieu offensif pour le Paraná Clube.

## Biographie
Né et formé au Brésil, ce milieu offensif polyvalent évolue depuis 2007 dans le Championnat biélorusse. D'abord joueur du FK Gomel, club avec lequel il découvre la Coupe de l'UEFA, il rejoint en 2010 le meilleur club du pays, BATE Borisov. Avec ce club, il remporte la Coupe et le Championnat la même année. En 2011, il découvre la Ligue des champions avec le club biélorusse.
En novembre 2012, il signe pour trois ans et demi en faveur du club russe d'Alania Vladikavkaz.

## Palmarès
BATE Borisov
- Champion de Biélorussie en 2010, 2011 et 2012.
- Vainqueur de la Coupe de Biélorussie en 2010.
- Vainqueur de la Supercoupe de Biélorussie en 2011 et 2012.

 FK Astana
- Champion du Kazakhstan en 2014.

 APOEL Nicosie
- Championnat de Chypre : 2017

### Distinctions personnelles
- Meilleur buteur du Championnat de Biélorussie (2) : 2010 et 2011
- Meilleur footballeur biélorusse de l'année : 2012